# Electrona (ort i Australien)
Electrona är en ort i Australien. Den ligger i kommunen Kingborough och delstaten Tasmanien, i den sydöstra delen av landet, omkring 20 kilometer söder om delstatshuvudstaden Hobart.
Närmaste större samhälle är Kingston, nära Electrona. 
Runt Electrona är det mycket glesbefolkat, med 5 invånare per kvadratkilometer. Genomsnittlig årsnederbörd är 920 millimeter. Den regnigaste månaden är juli, med i genomsnitt 114 mm nederbörd, och den torraste är februari, med 49 mm nederbörd.